# François-Marie Gagneur
Pour les articles homonymes, voir Gagneur.
François Marie Gagneur est un homme politique français, né le 15 mars 1765 à Poligny (Franche-Comté) et décédé le 20 octobre 1848 à Poligny (Jura).

## Biographie
François Marie Gagneur naît le 15 mars 1765 à Poligny. Il est le fils de Claude Joseph Gagneur, avocat en parlement, et de son épouse, Jeanne Thérèse Sidenier. 
Avocat, puis magistrat, François Marie Gagneur est ensuite receveur de l'arrondissement de Poligny. Il est député ultra-royaliste du Jura de 1815 à 1821, siégeant dans la majorité de la Chambre introuvable.
Il est le père de Wladimir Gagneur, député du Jura.
François Marie Gagneur meurt le 20 octobre 1848 à Poligny.

## Distinctions
- Chevalier de la Légion d'honneur (27 octobre 1814)[4]

## Sources
- « François-Marie Gagneur », dans Adolphe Robert et Gaston Cougny, Dictionnaire des parlementaires français, Edgar Bourloton, 1889-1891 [détail de l’édition]
- Marcellin Berthelot, Hartwig Derenbourg, Ferdinand-Camille Dreyfus, La Grande Encyclopédie : inventaire raisonné des sciences, des lettres et des arts, Tome 18, Paris, H. Lamirault, 1885-1902, 1216 p.